# Hachijo-jima
Hachijō-jima (八丈島) é uma ilha vulcânica localizada no Mar das Filipinas. Fica a cerca de 287 quilômetros ao sul de Tóquio, metrópole pela qual é administrada. É parte do arquipélago de Izu e está nos limites do Parque Nacional Fuji-Hakone-Izu. A sua única municipalidade é Hachijō (八丈町, Hachijō-machi). Em 1 de março de 2018, a sua população era de 7 522 pessoas vivendo em uma área de 69 quilômetros quadrados.